# Wuzhai
Wuzhai léase Uú-Zhái (en chino:五寨县, pinyin:Wǔzhài xiàn, lit: los 5 -lugares- amurallados) es un condado bajo la administración directa de la ciudad-prefectura de Xinzhou. Se ubica al  norte de la provincia de Shanxi, este de la República Popular China. Su área es de 1379 km² y su población total para 2010 fue de +100 mil habitantes.

## Administración
El condado de Wuzhai se divide en 12 pueblos que se administran en 3 poblados y 9 villas.